# Enchanting (Rapperin)
Enchanting (* 9. Oktober 1997 in Hanau; † 11. Juni 2024 in Dallas; eigentlich Channing Nicole Larry) war eine US-amerikanische Rapperin und R&B-Sängerin.

## Leben
Channing Nicole Larry wurde 1997 in Hanau als Tochter US-amerikanischer Eltern geboren. Ihre Kindheit verbrachte sie in Fort Worth, Texas und Atlanta, Georgia. Ihre musikalische Karriere begann sie als Teenagerin. Sie war während ihrer Highschool-Zeit Cheerleaderin und trat mit einem Kirchenchor auf. Nach ihrem Abschluss arbeitete sie als Frisörin und als Kosmetikerin in einem Nagelstudio. Nebenbei veröffentlichte sie online Musik. Sie arbeitete unter ihrem Künstlernamen Enchanting mit dem Produzenten J. White zusammen, der bereits für Künstler wie Cardi B, Megan Thee Stallion und Gucci Mane arbeitete.
Als Gucci Mane nach neuen Künstlern suchte, stellte J White den Kontakt zu Larry her. Ihre Debüt-Single wurde 2019 ein Feature auf dem Song Monday von Boogotti Kasino. 2020 unterschrieb sie schließlich bei Gucci Manes Label 1017 Records. Nach einigen Singles erschien 2022 ihr Debütalbum No Luv. Es folgte 2023 ihr zweites Album Luv Scarred/No Luv (Deluxe). Anschließend wurde sie von Gucci Mane aus ihrem Vertrag entlassen.
Am 10. Juni 2024 wurde Larry nach einer Drogenüberdosis mit einem Herzinfarkt ins Krankenhaus eingeliefert. Am gleichen Abend wurde über Social Media ihr Tod verkündet, nach Angaben ihrer Schwester handelte es sich dabei jedoch um eine Ente. Sie verstarb jedoch um 2:26 am 11. Juni 2024  im Baylor University Medical Center in Dallas, Texas im Alter von 26 Jahren.

## Diskografie

### Alben
- 2022: No Luv (1017 Global Music/Atlantic Records)
- 2023: Luv Scarred/No Luv (1017 Global Music/Atlantic Records)

### Singles
- 2021: Nina Ross
- 2022: Take It Back
- 2022: What I Want (feat. Jacquees)
- 2022: Kater to Me (feat. Hitkidd)
- 2022: Issa Photoshoot
- 2022: Keep It Playa
- 2023: Love Shit
- 2023: Tell Me Why (mit Layton Green)
- 2023: He Can’t Reach (mit Raedio & Maiya the Don)
- 2024: Rich Money

### Gastbeiträge
- 2023: Big Scarr – Can’t Lose